# 東総社駅
東総社駅（ひがしそうじゃえき）は、岡山県総社市総社二丁目にある、西日本旅客鉄道（JR西日本）吉備線（桃太郎線）の駅である。駅番号はJR-U09。

## 歴史
- 1904年（明治37年）11月15日：中国鉄道吉備線開通時に、総社駅（そうじゃえき・初代）として開設[1]。
- 1925年（大正14年）
  - 2月17日：湛井駅までの旧線が廃止され[1]、一時的に吉備線の終着駅となる。
  - 8月7日：鉄道省伯備南線（現・伯備線）西総社駅（現・総社駅）までの新線が開通、再度途中駅となる。
- 1944年（昭和19年）6月1日：中国鉄道鉄道部門が国有化、国鉄吉備線の駅となる[1]。
- 1959年（昭和34年）10月1日：東総社駅（ひがしそうじゃえき）に改称[1]。この1ヶ月後の11月1日に、西総社駅が総社駅（2代目）に改称されている[1]。
- 1962年（昭和37年）3月1日：貨物取扱廃止[1]。
- 1980年（昭和55年）2月25日：駅舎改築[2]。
- 1984年（昭和59年）2月1日：荷物扱い廃止[1]。
- 1987年（昭和62年）4月1日：国鉄分割民営化に伴い、JR西日本の駅となる[1]。
- 2004年（平成16年）4月1日：業務委託駅から無人駅化。
- 2007年（平成19年）
  - 7月29日：ICOCA対応簡易型自動改札機設置。
  - 9月1日：ICカード「ICOCA」の利用が可能となる。

## 駅構造

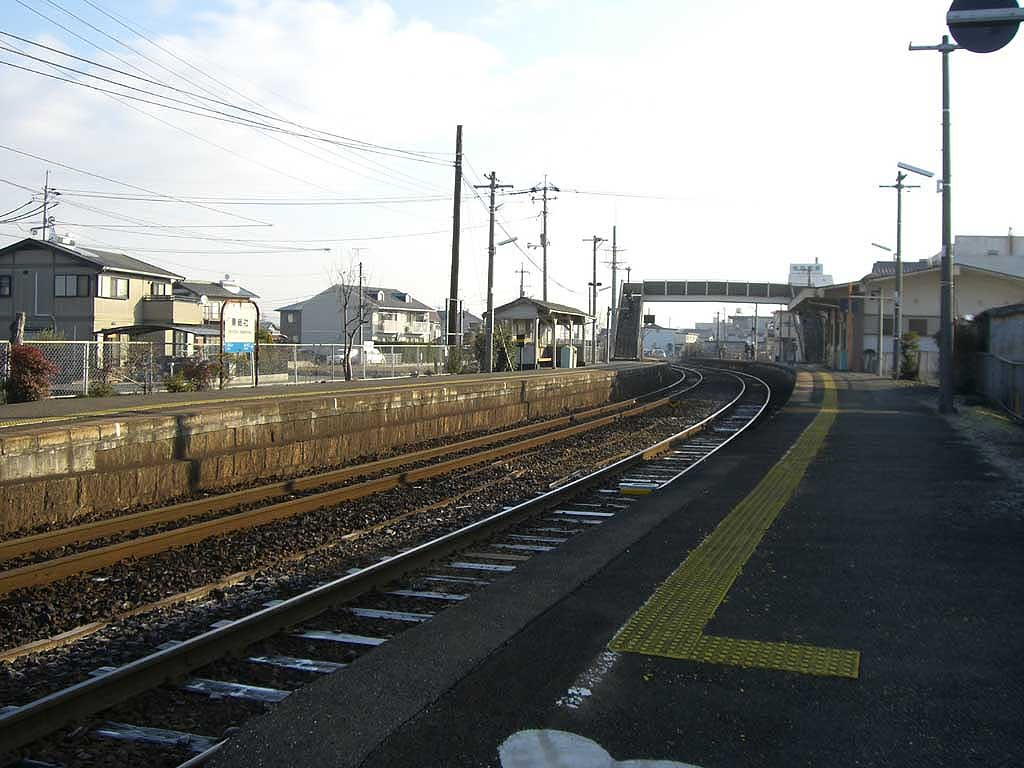
構内（2007年1月）

相対式ホーム2面2線を有する列車交換可能な地上駅。駅舎は総社行ホーム側にあり、両ホームは跨線橋で連絡している。
倉敷駅（管理駅）管理・総社駅（地区駅）傘下の無人駅であるが、繁忙期にはごく稀に総社駅から係員が出張する形で窓口が開設されることがある。ICOCA利用可能駅であり、ICOCAの相互利用対象であるPiTaPa（スルッとKANSAI協議会）や、その他相互利用対応の交通系ICカードも利用可能。ICOCA対応の簡易型自動改札機が設けられている。自動券売機設置。

### のりば
| のりば | 路線     | 方向 | 行先               |
| ------ | -------- | ---- | ------------------ |
| 1      | 桃太郎線 | 上り | 備中高松・岡山方面 |
| 2      | 桃太郎線 | 下り | 総社行き           |

- 上記の路線名は旅客案内上の呼称（愛称）で表記している。
- 長らくのりば番号が存在しなかったが、路線愛称制定に合わせて設定された。駅舎側（下り）の方が2番のりばとなっている。

## 利用状況
近年の1日平均乗車人員の推移は以下の通り。
| 乗車人員推移 | 乗車人員推移 |
| 年度         | 1日平均人数  |
| ------------ | ------------ |
| 1999         | 957          |
| 2000         | 944          |
| 2001         | 944          |
| 2002         | 933          |
| 2003         | 936          |
| 2004         | 640          |
| 2005         | 631          |
| 2006         | 611          |
| 2007         | 774          |
| 2008         | 790          |
| 2009         | 762          |
| 2010         | 781          |
| 2011         | 774          |
| 2012         | 818          |
| 2013         | 860          |
| 2014         | 811          |
| 2015         | 864          |
| 2016         | 851          |
| 2017         | 899          |
| 2018         | 933          |
| 2019         | 932          |
| 2020         | 795          |
| 2021         | 776          |

## 駅周辺
- 総社市役所
- 総社市まちかど郷土館
- 総社郵便局
- 備中国総社宮
- 神明神社 (総社市)
- 医療法人行堂会 長野病院
- 薬師寺慈恵病院
- 日本基督教団総社教会
- 岡山県立総社高等学校
- 総社市立総社東中学校
- 総社市立総社小学校
- マルナカ総社店
- ディオ総社店
- ハローズ総社店
- 国道180号
- 岡山県道271号総社足守線
- 岡山県道272号水別総社線

## 隣の駅
西日本旅客鉄道（JR西日本）
 桃太郎線（吉備線）
服部駅 (JR-U08) - 東総社駅 (JR-U09) - 総社駅 (JR-U10)

### かつて存在した路線
中国鉄道
吉備線（旧線）
（服部駅 -） 総社駅（現・東総社駅） - 湛井駅